# Masters of Madness Tour
Masters of Madness Tour — спільний концертний тур американського рок-виконавця Еліса Купера та гурту Marilyn Manson. 5 березня 2013 Купер повідомив про літнє турне через свій офіційний сайт. 8 березня цю інформацію підтвердив Менсон.
Під час «Sweet Dreams (Are Made of This)» виконавець використовував ходулі, а протягом «mOBSCENE» — величезний стілець. Перед початком туру гурт зіграв 2 сольні виступи (29 березня — Сан-Дієго, штат Каліфорнія у House of Blues; 30 березня — Темпі, штат Аризона в The Marquee Theater).

## Учасники Marilyn Manson
- Мерілін Менсон: вокал/гітара
- Твіґґі: гітара
- Фред Саблан: бас-гітара
- Джейсон Саттер: барабани
- Спенсер Роллінс: клавішні

## Сет-ліст
Нижче наведено перелік пісень Marilyn Manson, які звучали найчастіше, у порядку, в котрому вони зазвичай виконувалися.
«The Flower Duet» (інтро)
1. «Angel with the Scabbed Wings»
2. «Disposable Teens»
3. «No Reflection»
4. «Pistol Whipped»
5. «Little Horn»
6. «The Dope Show» (разом з інтро «Happiness Is a Warm Gun»)
7. «Rock Is Dead»
8. «Great Big White World»
9. «Coma White»
10. «Personal Jesus»
11. «mOBSCENE»
12. «Sweet Dreams (Are Made of This)»
13. «Hey, Cruel World...»
14. «This Is the New Shit»
15. «Irresponsible Hate Anthem»
16. «The Beautiful People»

## Дати туру
| Дата             | Місто                         | Країна | Місце проведення                 |
| ---------------- | ----------------------------- | ------ | -------------------------------- |
| Північна Америка |                               |        |                                  |
| 1 червня 2013    | Альбукерке, штат Нью-Мексико  | США    | Isleta Amphitheater              |
| 3 червня 2013    | Моррісон, штат Колорадо       | США    | Red Rocks Amphitheatre           |
| 4 червня 2013    | Солт-Лейк-Сіті, штат Юта      | США    | USANA Amphitheatre               |
| 6 червня 2013    | Лос-Анджелес, штат Каліфорнія | США    | Gibson Amphitheatre              |
| 7 червня 2013    | Тусон, штат Аризона           | США    | AVA Amphitheater                 |
| 8 червня 2013    | Ель-Пасо, штат Техас          | США    | Don Haskins Center               |
| 10 червня 2013   | Ґранд-Прері, штат Техас       | США    | Verizon Theatre                  |
| 13 червня 2013   | Клівленд, штат Огайо          | США    | Jacobs Pavilion at Nautica       |
| 14 червня 2013   | Баффало, штат Нью-Йорк        | США    | Buffalo Outer Harbor Site        |
| 15 червня 2013   | Монтебелло, Квебек            | Канада | Marina Montebello                |
| 17 червня 2013   | Колумбія, штат Меріленд       | США    | Merriweather Post Pavilion       |
| 18 червня 2013   | Редінг, штат Пенсильванія     | США    | Sovereign Center                 |
| 20 червня 2013   | Ґілфорд, Нью-Гемпшир          | США    | Meadowbrook US Cellular Pavilion |
| 21 червня 2013   | Анкешвіл, штат Коннектикут    | США    | Mohegan Sun Arena                |
| 23 червня 2013   | Піттсбург, штат Пенсильванія  | США    | Stage AE                         |
| 25 червня 2013   | Сент-Чарльз, штат Міссурі     | США    | Family Arena                     |
| 27 червня 2013   | Боннер-Спрінґс, штат Канзас   | США    | Cricket Wireless Amphitheater    |
| 28 червня 2013   | Рокфорд, штат Іллінойс        | США    | BMO Harris Bank Center           |
| 29 червня 2013   | Маунт-Плезант, штат Мічиган   | США    | Soaring Eagle Casino & Resort    |